# Bergger
La Bergger è un produttore di materiali fotografici francese, che commercializza in tutto il mondo per le sue pellicole in bianco e nero e prodotti chimici, come i suoi materiali per la stampa.

## Storia
L'azienda è stata fondata nel 1995 per volontà di Guy Gérald, ingegnere chimico ed impiegato della Guilleminot e Daniel Boucher, esperto di economia. L’azienda da allora opera nel settore fotografico producendo materiale fotosensibile in bianco e nero di vari formati. Come anche nella produzione di chimici per lo sviluppo fotografico. Nel 2014 si apre una nuova fase per il gruppo con l'arrivo di Aurélien Le Duc come azionista di maggioranza e CEO. Questo cambiamento permette nuovi investimenti nella ricerca e sviluppo e il conseguente rinnovo delle linee produttive, pressoché invariate dagli anni duemila. A partire dal 2015 arriva infatti il prodotto che ha permesso negli ultimi anni di raggiungere una certa notorietà, tra gli appassionati di fotografia analogica in bianco e nero, la pellicola Pancro400 per grande formato. Nel 2017 la pellicola Pancro400 viene rilasciata anche in formato 135 e Formato 120, per macchine a pellicola tradizionali e medio formato.
Con la finalità di supportare a 360° il mondo della fotografia analogica Bergger ha rilasciato negli ultimi cinque anni rivelatori per pellicole in bianco e nero come il Berspeed e il Superfine, ma anche riscoprendo formule tradizionali come il PMK un rivelatore usato agli albori della fotografia contenente Pirogallolo. Nel 2019 viene rilasciato una pellicola per camera oscura il Bergger PrintFilm; una pellicola a tono continuo su base PET utile per la realizzazione di inter-negativi o inter-positivi per stampa.

## Prodotti

### Pellicole
L'azienda produce pellicole fotografiche monocromatiche da 35 mm a 20x24, nonché carta fotografica e prodotti chimici. Al momento della sua fondazione nel 1995 l'azienda produceva tre pellicole fotografiche in bianco e nero rimaste in produzione fino al 2007:
- BRF-100 (Fortepan 100)
- BRF-200 (Fortepan 200)
- BRF-400 (Fortepan 400)

Attualmente offre un singolo film in bianco e nero prodotto:
- Pancro 400: introdotto nel 2015 in sostituzione di BRF400Plus, dal 2015 in pellicola piana e dal 2017 in formati 135, 120.

### Pellicola per stampa
- Bergger PrintFilm

### Chimici

#### Sviluppanti per film
- PMK: rivelatore a base di Pirogallolo
- Berspeed
- Superfine
- BER49

#### Fixer
- BERFIX

#### Sviluppatori per carta
- Bergger Neutral Print
- Bergger WarmTone Print

## Attività editoriale
Per supportare il lavoro dell'azienda e diffonderne la mission nel 2016, con l'arrivo nel gruppo di Olivier Marchesi, la casa editrice BERGGER éditions, che si occupa di pubblicare libri di fotografia in bianco e nero.
Kolodozero / Aleksey Myakishev / 2016 / ISBN 978-2-9555912-0-8
- Tout doit disparaître / Hervé Baudat / 2017 / ISBN 978-2-9555912-1-5
- Just Pie in the sky / Igor Mukhin / 2017 / ISBN 978-2-9555912-3-9
- Pierrevert / Aleksey Myakishev / 2018 / ISBN 978-2-9555912-4-6
- Paris Couplets / Kit Young / 2018 / ISBN 978-2-9555912-5-3
- The Double Eye (a year with my Rollei FW) / Hervé Baudat / 2019 / ISBN 978-2-9555912-7-7
- Le Temps des Grenadines / Dan Aucante / 2019 / ISBN / 978-2-9555912-8-4
- Venus / Linda Tuloup - Yannick Haenel / 2019 / ISBN / 978-2-9555912-9-1